# Brian Waites
Brian Waites (Bolton (Greater Manchester), 1 maart 1940 – 8 maart 2025) was een Engelse golfprofessional.
Waites werd al op zeventienjarige leeftijd professional. 

## Europese Tour
Zijn beste jaren op de Europese PGA Tour zijn rond 1980 geweest. Van 1978 - 1984 staat hij in de Top-22 van de Order of Merit. Hij heeft twee toernooien gewonnen.  
- 1978: Tournament Players Championship
- 1982: Car Care Plan International

In 1991, nadat hij voor de tweede keer het PGA Kampioenschap heeft gewonnen, raakt hij gewond bij een auto-ongeval. Het is niet zeker of hij ooit weer zal kunnen lopen en hij verblijft drie maanden in een ziekenhuis.
Waites leed aan de ziekte van Parkinson en overleed op 8 maart 2025 op 85-jarige leeftijd.

## Europese Senioren Tour
Waites komt op de European Seniors Tour in 1992 en beleefde het als een grote triomf om het Frans Senior Open in 1994 te winnen. Hij is de eerste speler die bij de senioren 100 toernooien heeft gespeeld. Hij heeft er vier toernooien gewonnen en een aantal Top-10 plaatsen behaald.
- 1990: PGA Seniors Championship
- 1991: PGA Seniors Championship
- 1994: D Day Seniors Open
- 1995: Northern Electric Seniors
- 1997:  Credit Suisse Private Banking Seniors Open
- 1998: Elf Seniors Open

## Teams
Waites heeft eenmaal aan de Ryder Cup meegedaan. Op de PGA National Golf Club in Palm Beach Gardens, Florida speelt hij de fourballs met Ken Brown, ze winnen op de eerste dag en verliezen op de tweede dag. Op de derde dag verliest hij de singles op de 17de hole.
- Ryder Cup: 1983 (verloren)
- World Cup: 1980, 1982 en 1983
- Hennessy Cognac Cup: 1980 (winnaars), 1982 (winnaars), 1984 (winnaars)
- PGA Cup 1973, 1975, 1976, 1977, 1978 (winnaars), 1979 (winnaars), 1990
- Praia d'El Rey European Cup: 1997, 1998

In 1997 schrijft hij een boek: The Competitive Senior Golfer, ISBN 9781897676622, ISBN 189767662X

## Elders
- 1980: Benson & Hedges Kenya Open, Mufulira Open
- 1982: Mufulira Open, Zambia Open
- 1985: Cock of the North (Zambia)